# Étang de Vaccarès
L'étang de Vaccarès, situé dans la réserve naturelle nationale de Camargue et plus vaste étang de la Camargue, dans le delta du Rhône, s'étend sur 6 500 hectares. Son nom aurait pour origine les très nombreuses vaches sauvages qui paissaient en manades sur ses rives. Il est situé dans la commune des Saintes-Maries-de-la-Mer.

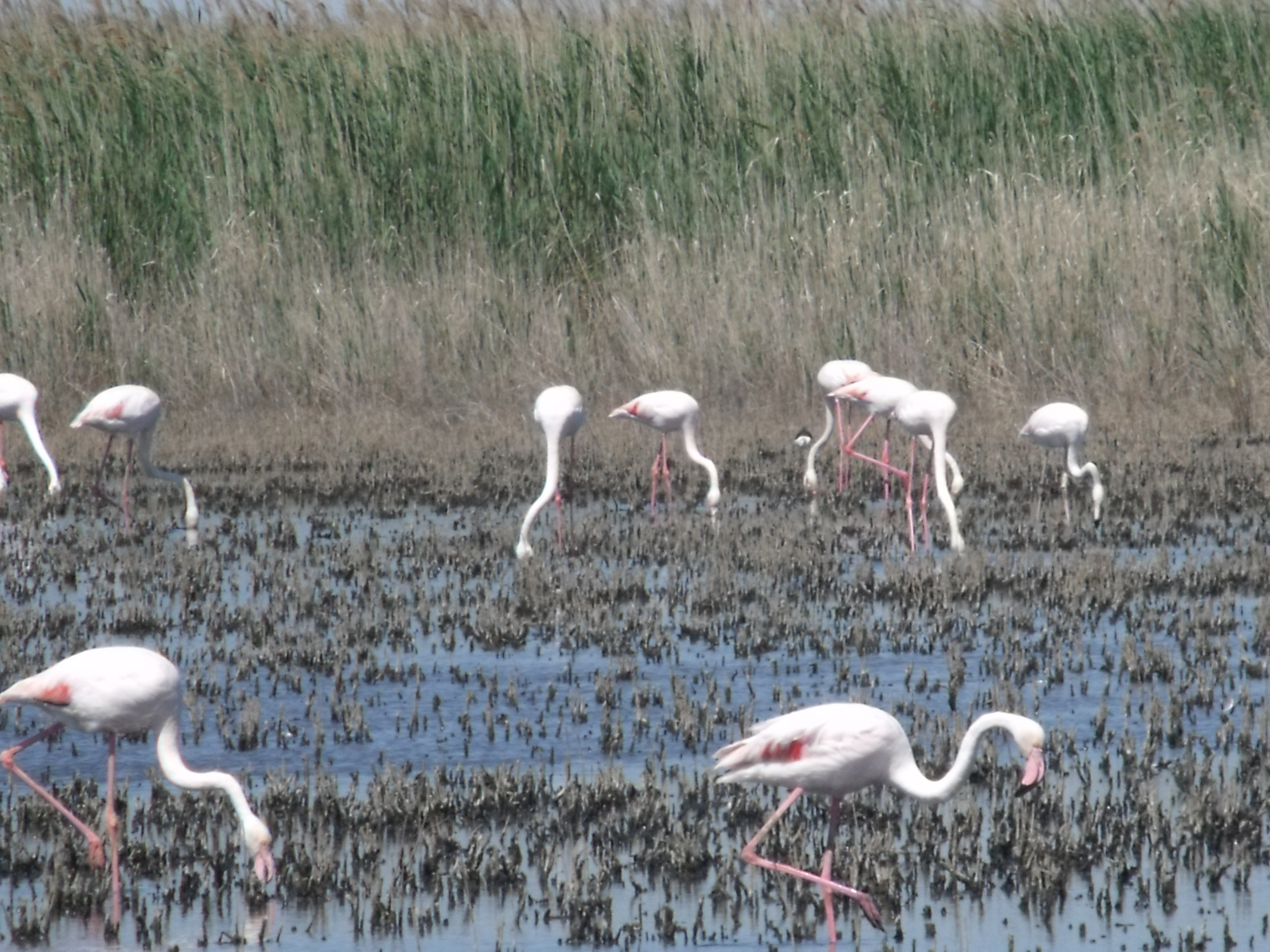
Flamants roses dans l'étang de Vaccarès.

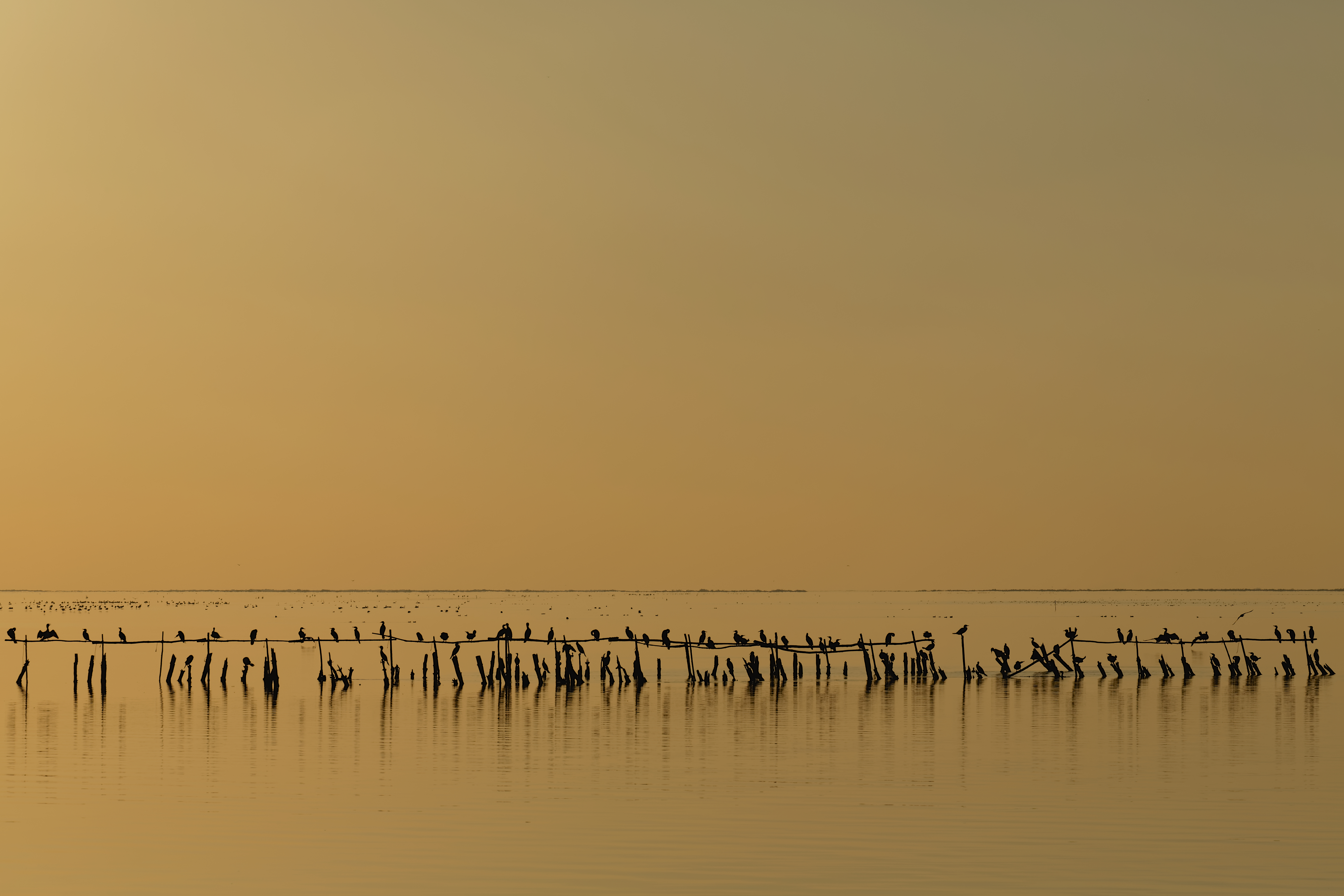
Cormorans à la tombée du jour sur l'étang de Vaccarès.

## Description
Avec son eau salée il est surnommé la Grand Mar par les Camarguais. Il est entouré à quelques kilomètres de distance, à l'ouest par le Petit-Rhône, à l'est et au nord par le Grand-Rhône et au sud par la mer Méditerranée.

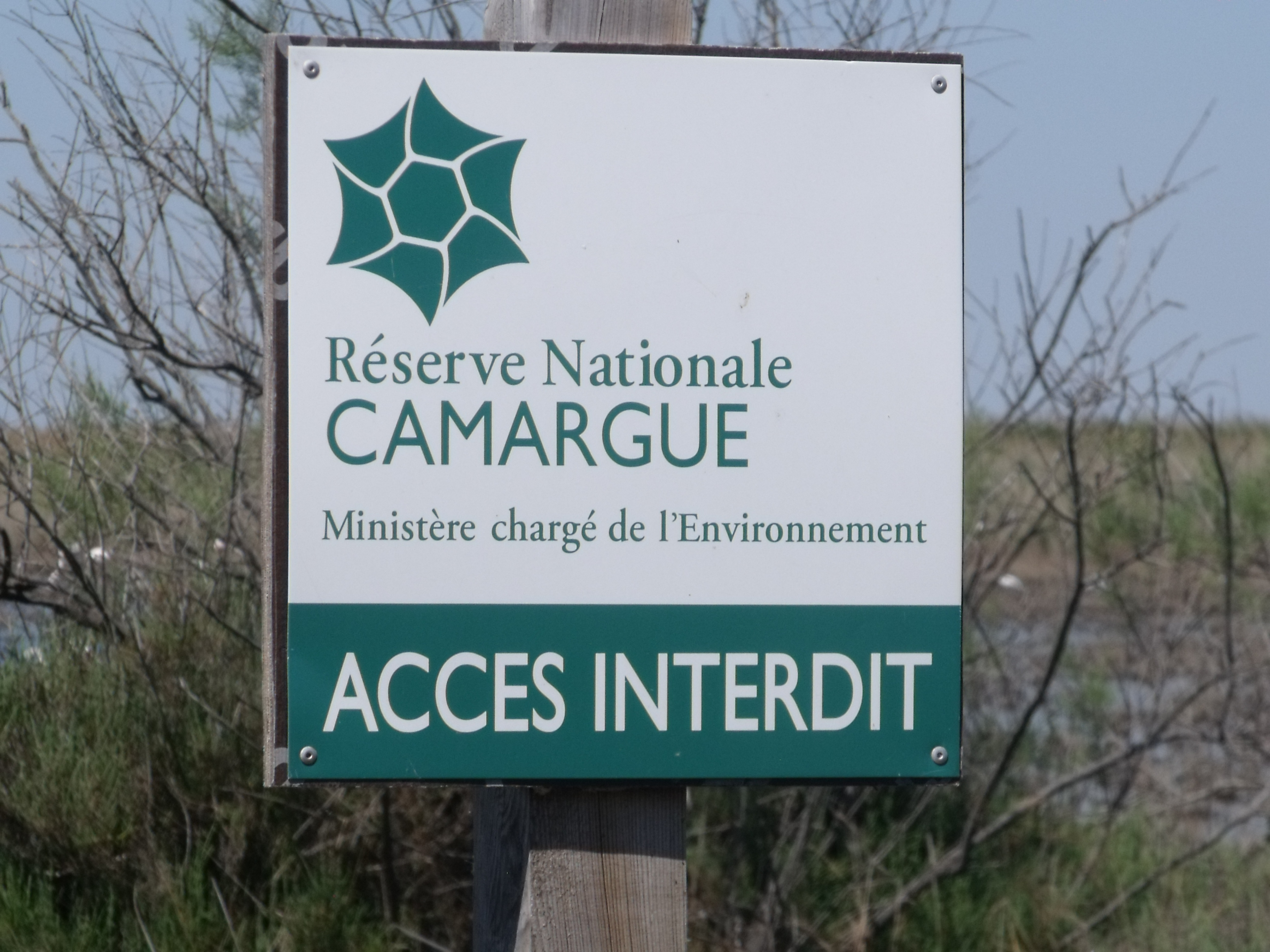
Panneau de règlementation.

Étang central de la Camargue, avec ses 12 kilomètres de long, il constitue l'élément principal du système de contrôle des eaux du delta. Sa profondeur est inférieure à deux mètres. C'est également un lieu important de repos et d'alimentation pour les oiseaux migrateurs, et un lieu de vie pour les flamants roses.
Cet espace naturel, le plus vaste de toute la Camargue, est protégé dès 1927 lors de la création de la réserve zoologique et botanique de Camargue par la SNPN. En 1975, avec le classement en réserve naturelle de la réserve nationale de Camargue, il demeure l'un des sites camarguais les plus sauvages et les mieux préservés. La baignade et la pêche sont interdites dans la partie de l'étang classée en réserve, et réglementées sur les pourtours non classés. La circulation est libre sur les routes qui longent l'étang.
On peut ainsi y observer facilement la faune autochtone ou de passage. La flore y est abondante, et des espèces rares y sont protégées.

## L'étang dans l'histoire
Il fut pendant l'Antiquité un grand site de pêche, à la fois plus vaste et moins profond qu'aujourd'hui.
Un pseudo-Aristote a relaté un des modes de pêche qui y était pratiqués : « Lorsque soufflent les vents étésiens, le fond de cet étang se soulève, les terres s'amassent et forment une telle couche de poussière que sa surface en devient solide, prenant l'aspect du fond, de telle sorte que les habitants pêchent au harpon tout le poisson qu'ils veulent ». Cette pratique, dénommée segado en provençal (fauchaison), fut à la base d'une légende rapportée par Tite Live qui parle de « poissons surgis de la glèbe sous le soc des charrues ».

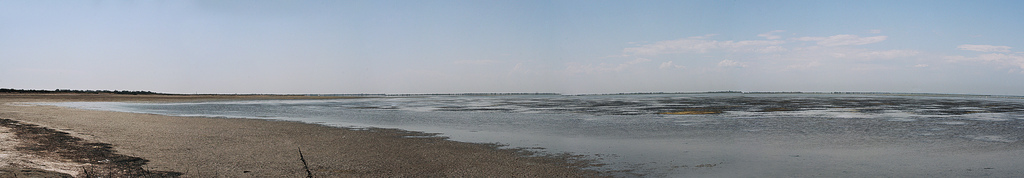
Vue panoramique de l'étang de Vaccarès.

Pour conserver ces poissons, ils étaient salés dans de grandes jarres. Les fouilles d'habitats sur les sites préhistoriques du Bruni, de la Tour du Valat, de Cabassoles, de Carrelet et autour de l'étang de Berre ont permis d'exhumer ce type de jarre et de les dater de l'âge du bronze. Ce poisson salé était ensuite exporté dans les ports de la Méditerranée.

## La pollution
Bien que protégé, le Vaccarès est exposé aux retombées de pollutions des grandes zones industrielles proches. Une étude menée entre 1997 et 2000, sur trois zones distinctes a mis en évidence la contamination des poissons par des pesticides organochlorés comme le lindane ou le dieldrine, des hydrocarbures aromatiques polycycliques (HAP) et des polychlorobiphényles (PCB).
Les anguilles et les sandres étaient les plus contaminés. Les taux de lindane, très élevés avant que cet insecticide ne soit interdit en juillet 1998, ont diminué dès 1999. Les taux de dieldrine dans le foie et les muscles tendaient à augmenter au cours de l'année 2000. Si les taux de pesticides organochlorés varient fortement selon les saisons, il n'en est pas de même pour les PCB et HAP, pollution apportée par l'atmosphère.

## La Capelière
Sur la rive est de l'étang de Vaccarès se trouve la Capelière, centre d'information sur la nature et centre administratif de la réserve naturelle nationale de Camargue. Le long du sentier nature ouvert au public se trouvent deux plateformes d'observation des oiseaux (observatoires) donnant directement sur l'étang.

## Musée de la Camargue
Installé dans l'ancienne bergerie du mas du Pont de Rousty, ce musée constitue une excellente introduction à la découverte de la Camargue. Panneaux, dioramas, objets présentent le cadre naturel (formation du delta), l'histoire et, surtout, la vie quotidienne traditionnelle au XIXe siècle.

## Domaine de la Tour de Valat
Cet espace, entre Le Sambuc et l'étang de Vaccarès, a pour but la conservation et l'étude scientifique des zones humides. Une activité de recherches y est également développée.

## Toponymie
Le nom en provençal est lou Vacarés (Lo Vacarés, selon la norme classique), désignant simplement un endroit où paissent des vaches.